# Pierrefitte-sur-Loire
Pierrefitte-sur-Loire är en kommun i departementet Allier i regionen Auvergne-Rhône-Alpes i de centrala delarna av Frankrike. Kommunen ligger  i kantonen Dompierre-sur-Besbre som ligger i arrondissementet Moulins. År 2022 hade Pierrefitte-sur-Loire 509 invånare.

## Befolkningsutveckling
Antalet invånare i kommunen Pierrefitte-sur-Loire
Referens: INSEE